# 黄懋衡
黄懋衡（1935年7月—），女，汉族，福建闽侯人，中华人民共和国政治人物，曾任江西省人民政府副省长，江西省政协副主席，九三学社中央委员会常务委员，第六、七、八届全国人大代表，第九届全国政协委员。